# Continuïteitsvergelijking
Een continuïteitsvergelijking is een vergelijking in de natuurkunde die het behoud van een bepaalde grootheid uitdrukt. Typische behouden grootheden die voldoen aan een continuïteitsvergelijking, zijn massa en lading. 

## Vorm van de vergelijking
Een continuïteitsvergelijking is van de vorm 
{\displaystyle {\frac {\partial \rho ({\vec {x}},t)}{\partial t}}=-\nabla \cdot {\vec {j}}({\vec {x}},t)},
vaak verkort weergegeven als
{\displaystyle {\frac {\partial \rho }{\partial t}}=-\nabla \cdot {\vec {j}}}
Daarin is {\displaystyle \rho } de ruimtelijke dichtheid van de behouden grootheid die afhangt van de ruimtelijke coördinaten {\displaystyle {\vec {x}}} en de tijd {\displaystyle t}. De vectorgrootheid {\displaystyle {\vec {j}}={\vec {j}}({\vec {x}},t)} is een stroomgrootheid.
Het is niet moeilijk om aan te tonen dat (onder natuurlijke voorwaarden) de bovenstaande vergelijking impliceert dat de grootheid
{\displaystyle Q(t)=\int _{\mathbb {R} ^{3}}\rho ({\vec {x}},t)\,\mathrm {d} {\vec {x}}}
niet afhangt van de tijd, dus dat {\displaystyle Q(t)} eigenlijk een constante {\displaystyle Q} is. Anders uitgedrukt:
{\displaystyle {\frac {\mathrm {d} Q(t)}{\mathrm {d} t}}=0}
De continuïteitsvergelijking is dus inderdaad een behoudsvergelijking.

## Voorbeelden

### Behoud van massa
In bijna alle fysische systemen is de totale massa behouden. Dit wordt uitgedrukt als volgt:
{\displaystyle {\partial \rho  \over \partial t}+\nabla \cdot (\rho {\vec {v}})=0}
Hierin is {\displaystyle \rho } de massadichtheid en {\displaystyle {\vec {v}}} de lokale snelheid van het medium. 
Bovenstaande vergelijking impliceert dat de totale massa
{\displaystyle M=\int \rho \,\mathrm {d} {\vec {x}}}
behouden wordt (niet verandert in de loop van de tijd).

### Behoud van lading
Een andere grootheid die behouden wordt, is lading. Daarvoor geldt eenzelfde vergelijking: 
{\displaystyle {\partial \rho  \over \partial t}+\nabla \cdot (\rho {\vec {v}})=0}
Hierin heeft {\displaystyle \rho } nu de betekenis van ladingsdichtheid.
De bovenstaande vergelijking drukt dan ook uit dat de totale elektrische lading behouden is: 
{\displaystyle Q=\int \,\rho \,\mathrm {d} {\vec {x}}}
hangt immers niet af van de tijd.

### Relativiteitstheorie
In de relativiteitstheorie vormen de objecten {\displaystyle \rho } en {\displaystyle {\vec {j}}} één enkel object, een viervector. Deze wordt typisch genoteerd als {\displaystyle j^{\mu }}, waarbij de index {\displaystyle \mu } loopt van 0 tot 3 . De component met index 0 is  {\displaystyle \rho }. Ook de afgeleiden {\displaystyle \partial /\partial t} en {\displaystyle \partial /\partial x_{i}} vormen in de relativiteitstheorie één object, {\displaystyle \partial _{\mu }}. De continuïteitsvergelijking neemt dan de volgende bijzonder eenvoudige en elegante vorm aan:
{\displaystyle \partial _{\mu }j^{\mu }=0}
In deze vergelijking is de Einstein-sommatieconventie verondersteld.